# Decagonocarpus
Decagonocarpus es un género con dos especies de plantas de flores perteneciente a la familia Rutaceae. 

## Especies seleccionadas
- Decagonocarpus cornutus
- Decagonocarpus oppositifolius